# Салем, Рафаэль
Рафаэль Салем (7 ноября 1898, Салоники — 20 июня 1963, Париж) — французский математик греческого происхождения, в частности, исследовал связь между рядами Фурье и теорией чисел (в том числе алгебраических чисел — чисел Салема). Он сыграл важную роль в развитии гармонического анализа во Франции.

## Биография
В 1923 году женился на Адриане Джентили ди Джузеппе, дочери известного коллекционера произведений искусства Федерико Джентели ди Джузеппе.
После смерти Рафаэля Салема его вдова Адриана Салем основала математическую премию его имени.
Начиная с 1968 года премией Салема награждаются математики, которые отличились в области исследований, которой интересовался Рафаэль Салем, в том числе работами, связанными с рядами Фурье.

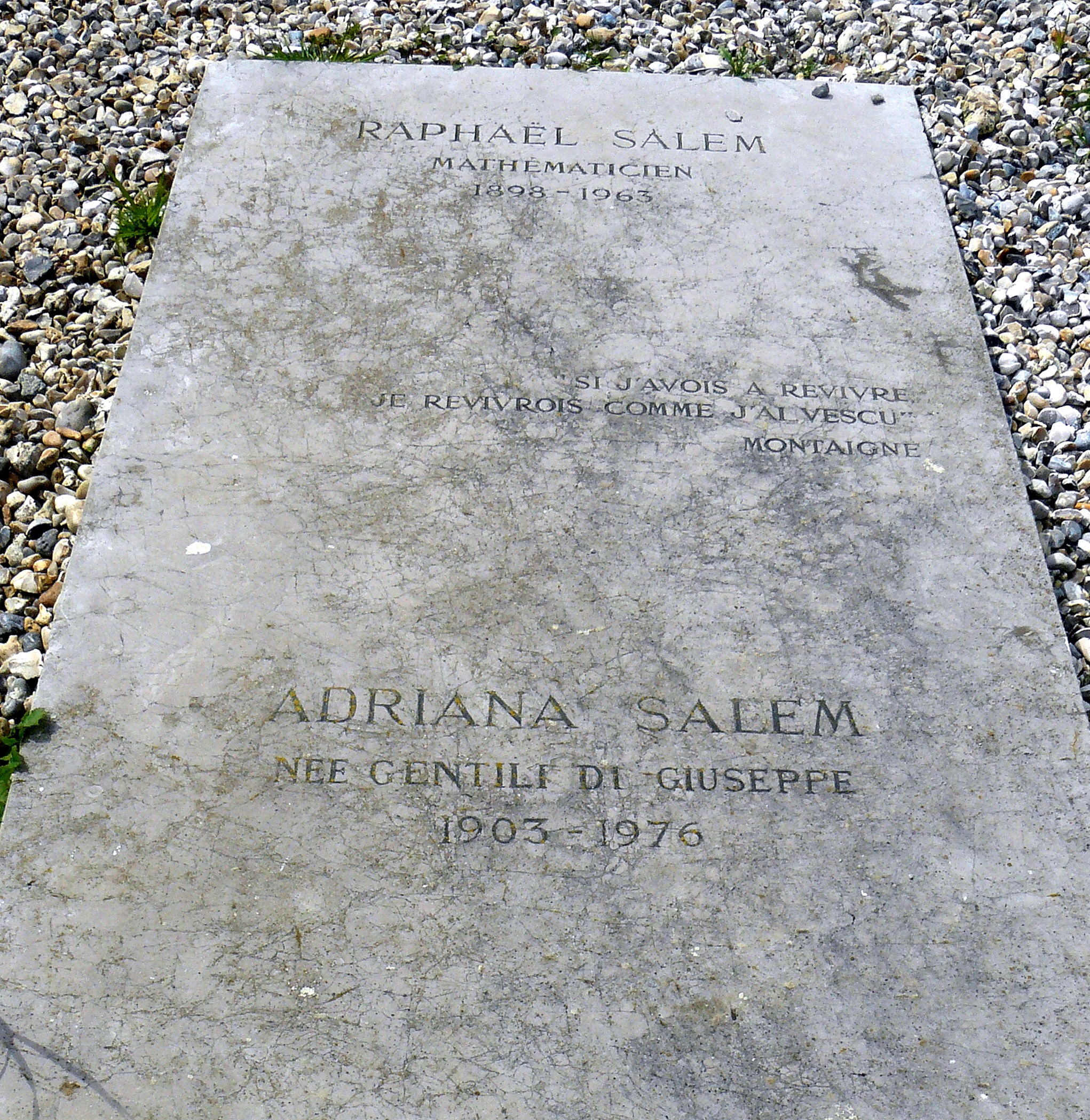
Надгробие на могиле Рафаэля Салема и его жены Адрианы Салем (Джентили ди Джузеппе) в городе Варанжвиль-сюр-Мер.